# ساوینو گوگلیلمتی
ساوینو گوگلیلمتی (به انگلیسی: Savino Guglielmetti) ژیمناست زادهٔ ۲۶ نوامبر ۱۹۱۱ میلادی اهل کشور ایتالیا است.